# Toxorrinquitíneos
Os toxorrinquitíneos (Toxorhynchitinae) são um taxon de mosquitos muitos coloridos, apresentado apenas uma tribo, Toxorhynchitini, e um género, Toxorhynchites, os indivíduos desta subfamília apresentam ampla distribuição e são os unicos da familia Culicidae que não precisam sugar sangue para maturar seu ovários; também são o unico taxon de Culicidae (com exceção do gênero Lutzia e os Mucidus) que apresenta larvas predadoras, enquanto a forma alada restringe a alimentação a néctar.